# Statul Kayah
Statul Kayah este o unitate administrativă din Myanmar. Situat în estul Myanmar, este delimitat la nord de statul Shan, la est de provincia Mae Hong Son din Thailanda, iar la sud și vest de statul Kayin. Se află aproximativ între 18° 30′ și 19° 55′ latitudine nordică și între 96° 50′ și 97° 50′ longitudine estică. Suprafața este de 11.670 km². Capitala sa este orașul Loikaw. Populația estimată în 1998 a fost de aproximativ 207.357, conform UNICEF. Este locuit în primul rând de grupul etnic Karenni, cunoscut și sub numele de Red Karen sau Kayah, un popor sino-tibetan.